# Едуард Сеймур, 1-й герцог Сомерсетський
Едуард Сеймур, 1-го герцог Сомерсетський, Кавалер Ордена Підв'язки, (бл. 1500 — 22 січня 1552) — лорд-протектор Англії під час неповноліття його небожа короля Едуарда VI (1547–1553), в період між смертю Генріха VIII у 1547 році та пред'явленням обвинувачення йому самому в 1549 році.